# تپه پسوه ۳
تپه پسوه ۳ مربوط به سدهٔ ۸–۶ ه.ق است و در شهرستان پیرانشهر، بخش لاجان، دهستان لاهیجان شرقی، روستای پسوه واقع شده و این اثر در تاریخ ۲۵ آبان ۱۳۸۷ با شمارهٔ ثبت ۲۳۶۰۰ به‌عنوان یکی از آثار ملی ایران به ثبت رسیده است.